# Balikpapan
Balikpapan je přístavní město v indonéské provincii Východní Kalimantan ležící na východním pobřeží ostrova Borneo. V roce 2023 zde žilo 738 532 obyvatel a po městě Samarinda tak jde o druhé nejlidnatější město ve Východním Kalimantanu. Po přístavu ve městě Samarinda se zde navíc nachází druhý největší přístav ve Východním Kalimantanu. Balikpapan je zároveň východokalimantanským městem s nejvyšším HDP. Spolu s městem Samarinda byl Balikpapan opakovaně označen jako jedno z nejlepších indonéských měst k životu. Asi 91 % obyvatel vyznává islám, dalších 8 % obyvatel tvoří křesťané (zejména protestanti) a asi 1% obyvatel jsou buddhisté. Město leží v oblasti s ekvatoriálním podnebím. 